# Daniel Costantini
Daniel Costantini (Marselha, 31 de outubro de 1943) é um ex-handebolista profissional e treinador francês, medalhista olimpico.
Daniel Costantini como treinador da França  levou o elenco a medalha de bronze, em Barcelona 1992. Com a medalha inédita Constantini foi um dos responsáveis de colocar a França no mapa do handebol europeu. Vencendo os Mundiais de 1995 e 2001, prata em 1993 e bronze em 1997. Ainda foi quarto, em Atlanta 1996 e sexto em Sydney 2000, até entregar a dinastia de seleciona francês para Claude Onesta.